# 漁港の駅 TOTOCO小田原
漁港の駅 TOTOCO小田原（ぎょこうのえき ととこおだわら）とは、神奈川県・小田原市の小田原漁港（早川漁港）南部の「新港」の南西に位置する「新港西側エリア」にある小田原市の公共施設。条例上の正式名称は、小田原漁港交流促進施設（おだわらぎょこう こうりゅうそくしんしせつ）。管理運営を行う指定管理者は株式会社TTC。
なお、「漁港の駅」とは「小田原漁港交流促進施設」のことを指すオリジナルな言葉であり、小田原市の登録商標となっている。また「TOTOCO（ととこ）」とは、一般公募によって決まった愛称であり、「小田原が抱く、自然豊かな漁場」を表現すべく、「魚（とと）の宝庫」から名付けられた。

## 概要
2002年（平成14年）4月に施行された漁港漁場整備法に基づき、神奈川県が同年8月に策定した「小田原特定漁港漁場整備事業計画」に基づき、2002年（平成14年）度から小田原市が事業主体となって小田原漁港南部（小田原新港）の南西隣に当たる「新港西側エリア」に、
- 蓄養水面
- 漁獲物荷さばき施設
- 水産加工処理施設
- 交流促進施設

等を整備する事業が進められ、交流促進施設は2017年（平成29年）9月に「小田原漁港交流促進施設条例」が公布され、10月に施設建設に着手、2019年（令和元年）11月22日に、「漁港の駅 TOTOCO小田原」として開業した。建設途中の2018年（平成30年）7月に、台風12号の被害を受けたため、本来の計画からは半年遅れの開業となった。
開業以来、テレビをはじめとして様々なメディアに取り上げられ、行列のできる人気施設となっている。
2020年以降の新型コロナウィルス対応
最上階（3階）にある、海鮮食べ放題（おさしみビュッフェレストラン）の店である「おさしみ天国・小田原海鮮ゴーゴー！！」は、新型コロナウイルス予防で3密を避けるために、2020年（令和2年）3月3日から臨時休業し、同年6月20日からは「海鮮乗せ放題のテイクアウト丼の販売」として、当面業態を変える形で営業を再開した。
2021年（令和3年）4月2日にビュッフェを再開し、ビュッフェとテイクアウト両方が利用できるようになった。

## 構成
9:00〜17:00、年中無休。
- 3階 - おさしみビュッフェレストラン、展望テラス。
  - おさしみ天国・小田原海鮮ゴーゴー！！
(10:59～17:00(最終入店 16:00))
- 2階 - フードコート、多目的室、展望テラス。
  - 小田原漁港 とと丸食堂（海鮮丼）
(10:00～17:00(ラストオーダー 16:00))
  - Bar Riso Divino(バル・リゾ・ディヴィーノ)（イタリアン・バル）
(10:00～17:00(ラストオーダー 16:00))
- 1階 - 地場物産販売コーナー。(9:00～17:00)
  - 小田原漁港直送 鮮魚「小田原市漁協 ほうじょうのめぐみ」
  - 農産物直売所
  - 和惣菜 割烹 石橋
  - ツクツク食堂（佃煮）
  - ウオハチ商店（珍味）
  - サッカーナ（加工品）
  - 蔵々（加工品）
  - トトコオリジナル商品（加工品・調味料）
- 駐車場166台（施設内46台、県駐車場120台）、バイク駐輪場15台。

## アクセス
JR東海道本線・早川駅の南東で県道724号と国道135号が交差する交差点の東側（海側）が、南方にある施設方面との出入り口となっている。

## 指定管理者
- 2018年（平成30年）7月1日〜2025年（令和７年）3月31日 : 株式会社TTC

## 沿革
- 2002年（平成14年）
  - 4月 - 「漁港漁場整備法」施行。
  - 8月 - 神奈川県が「小田原特定漁港漁場整備事業計画」策定。
  - 小田原市が「新港西側エリア」の整備事業開始。
- 2017年（平成29年）
  - 9月 - 「小田原漁港交流促進施設条例」公布。
  - 10月 - 施設建設開始。
- 2018年（平成30年）8月5日 - 一般公募によって愛称とロゴマーク決定。
- 2019年（令和元年）11月22日 - 「小田原漁港交流促進施設（漁港の駅 TOTOCO小田原）」開業。